# Jörg Knippenberg
Jörg Knippenberg (* 6. November 1959) ist ein ehemaliger deutscher Eishockeytorwart.

## Werdegang
Der Torwart Jörg Knippenberg gehörte ab 1977 zum Kader des Berliner Schlittschuhclubs in der Bundesliga und kam in der Saison 1979/80 zu 19 Einsätzen in der höchsten deutschen Spielklasse. In der Saison 1980/81 spielte Knippenberg für den Lokalrivalen BFC Preußen in der Oberliga Nord, bevor er zum Schlittschuhclub zurückkehrte und in der Saison 1981/82 nochmal 39 Bundesliga- und zwei Play-off-Spiele verzeichnen konnte. Am Saisonende mussten sich die Berliner aus finanziellen Gründen aus der Bundesliga zurückziehen. 
Jörg Knippenberg kehrte erneut zum Oberligisten BFC Preußen zurück und schaffte mit seiner Mannschaft den Aufstieg in die 2. Bundesliga Nord. Er spielte in der Saison 1985/86 und von 1989 bis 1991 für die 1b-Mannschaft des BSC Preußen in der Regionalliga Nord sowie in der Saison 1987/88 für den Oberligisten Herforder EG.